# Kemenesmihályfa
Kemenesmihályfa es un pueblo ubicado en el distrito de Celldömölk, en el condado de Vas, Hungría.

## Superficie
Posee una superficie de 17,81 kilómetros cuadrados.

## Demografía
Hasta 2019 la población era de 509 habitantes, con una densidad de población de 28,58 habitantes por kilómetro cuadrado.